# Elaeocarpus eriobotryoides
Elaeocarpus eriobotryoides é uma espécie de angiospérmica da família Elaeocarpaceae.
Apenas pode ser encontrada no seguinte país: Malásia.
Está ameaçada por perda de habitat.